# Frederic John Sidney Parry
Frederic John Sidney Parry (28 oktober 1810 - Bushey Heath, 1 februari 1885) was een Brits entomoloog.
Frederic Parry werd geboren in 1810 in Engeland en volgde zijn opleiding aan Harrow School en werd majoor in het leger bij het 17e Lancers regiment. In 1835 verliet hij het leger en kon hij zich toeleggen op de entomologie. Hij specialiseerde zich in de kevers (coleoptera), voornamelijk vliegende herten (Lucanidae) en beschreef veel soorten kevers, nieuw voor de wetenschap. Parry was een vriend van John Obadiah Westwood en hij was een Fellow van zowel de Entomological Society of London als de Linnean Society. Parry had een grote verzameling kevers maar concentreerde zich aan het eind van zijn leven op zijn verzameling vliegende herten (Lucanidae) en rozenkevers (Cetoniidae). Dit was waarschijnlijk de meest complete verzameling ooit. Het grootste gedeelte van zijn collectie wordt bewaard in het Natural History Museum in Londen en een ander deel in het Muséum national d'histoire naturelle in Parijs.   
- Nederlandse Thesaurus van Auteursnamen: 159816017
- Virtual International Authority File: 280363131
- WorldCat: E39PBJy4b7TYbqVfx7fFVqChHC